# Publius Ovidius Naso
Publius Ovidius Naso (n. 20 martie, 43 î.Hr., Sulmo, azi Sulmona, provincia Aquila a Republicii Romane – d. 17 d.Hr., Tomis, azi Constanța, provincia Sciția Mică a Imperiului Roman) a fost un poet roman, cunoscut în română sub numele de Ovidiu. Datorită perfecțiunii formale a stilului și fanteziei creatoare, a devenit unul dintre clasicii literaturii latine, alături de Horațiu și Virgiliu.
Ovidiu a excelat în forma distihului elegiac, cu excepția Metamorfozelor, scrise în hexametru dactilic, după modelul Eneidei lui Virgiliu sau epopeelor lui Homer.

## Biografie

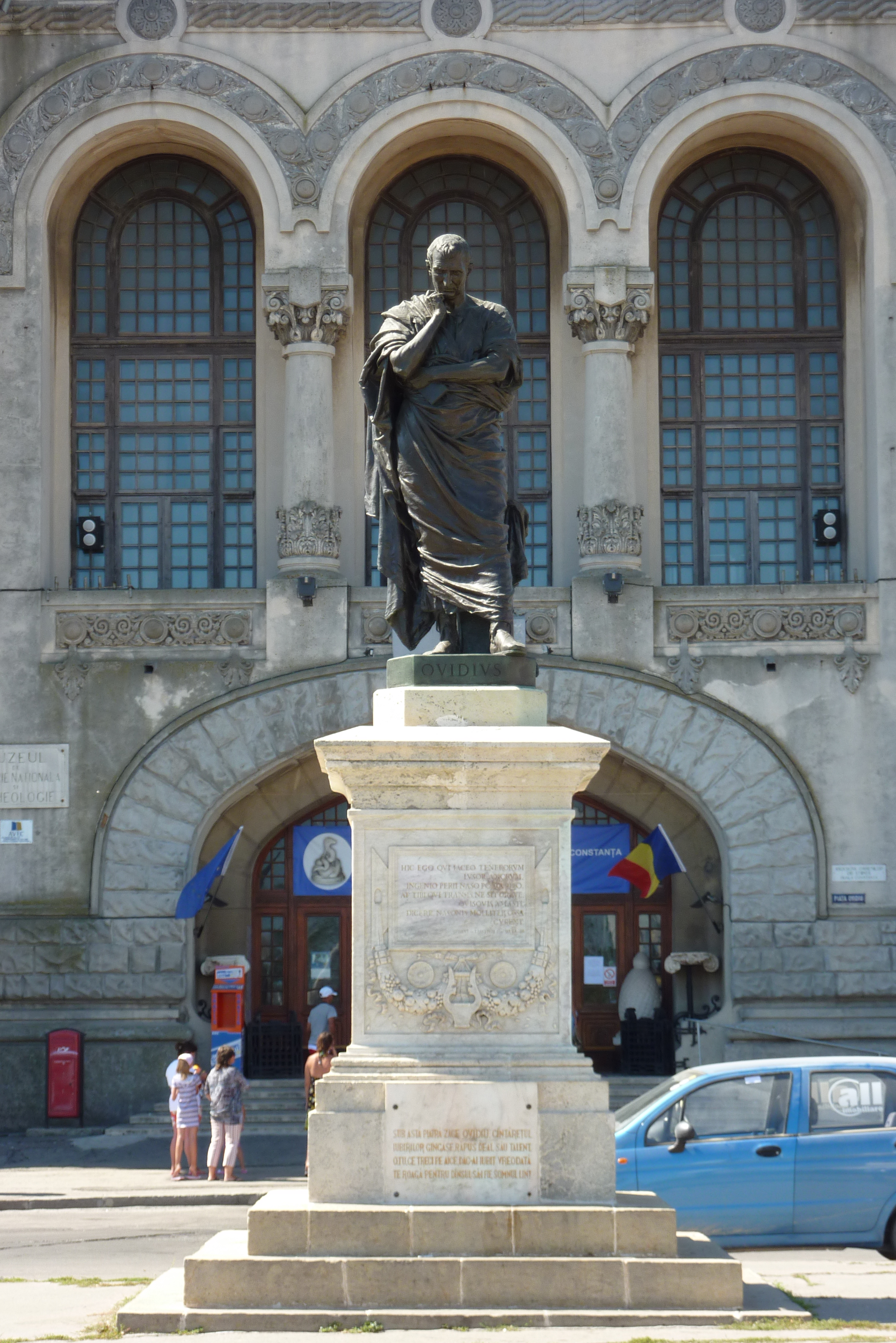
Statuia lui Ovidiu din Constanța, executată în 1887 de sculptorul italian Ettore Ferrari.

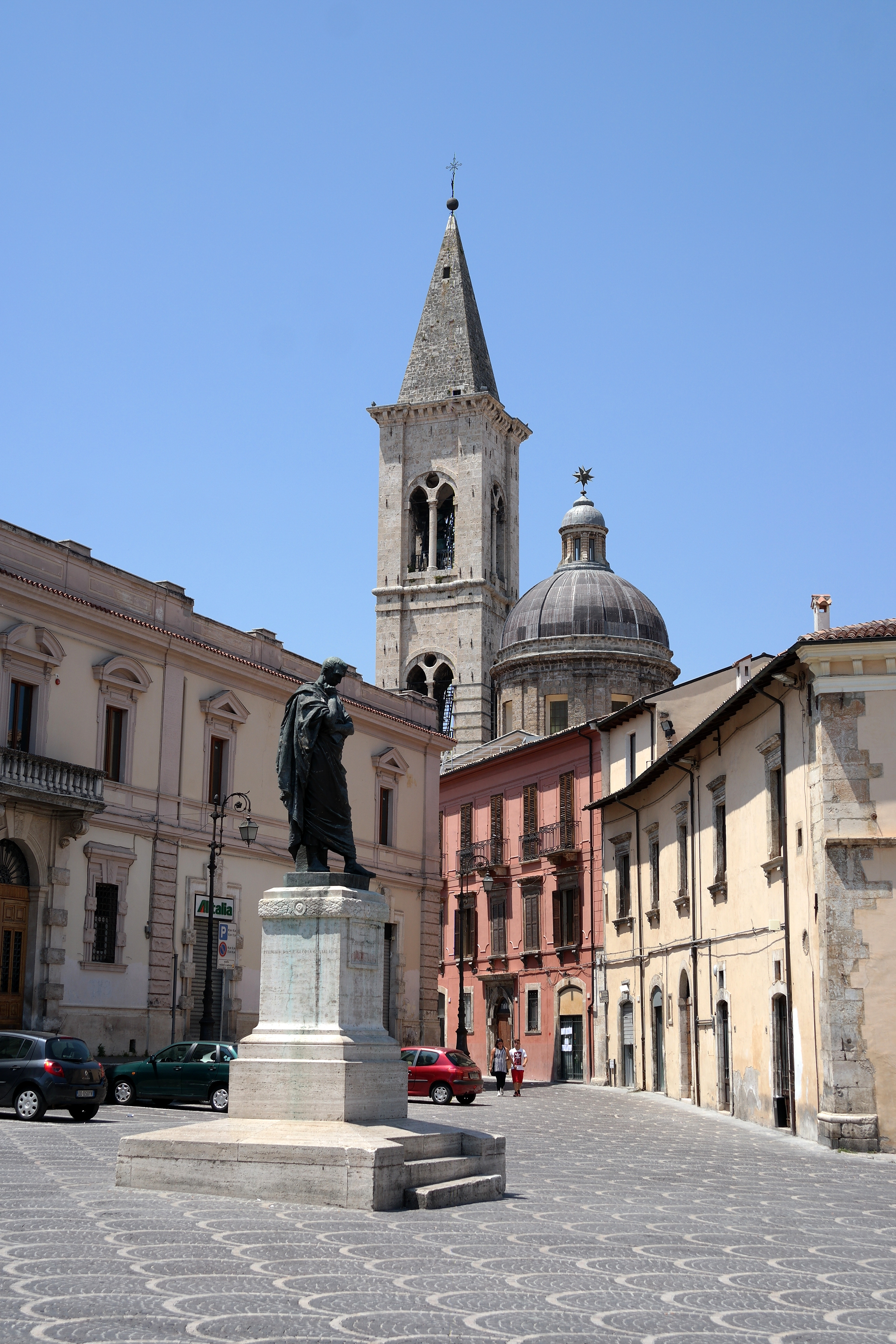
Replica identică din 1925, la Sulmona (Italia).

Așa cum scrie el însuși în Tristia IV 10, Ovidiu s-a născut la 20 martie 43 î.Hr. în orașul Sulmo (astăzi: Sulmona), situat în Italia de mijloc, la aprox. 140 km depărtare de Roma. Tatăl său aparținea nobilimii și-l destinase funcțiilor publice. După un scurt studiu al retoricei, Ovidiu se dedică totuși carierei artistice. Își completează cultura la Atena și, împreună cu prietenul său, poetul Aemilius Macer, întreprinde o călătorie în Sicilia și Asia Mică.
Întors la Roma, intră în cercul literar condus de Messalla Corvinus și duce o viață extravagantă lipsită de griji în mijlocul protipendadei romane. Operele lui sunt pe placul înaltei societăți și printre protectori se află însuși împăratul Augustus. După moartea lui Horațiu (8 î.Hr.), devine cel mai cunoscut și apreciat poet din Roma.
În toamna anului 8 d.Hr., în timp ce poetul se afla pe insula Elba, în mod neașteptat, fără un vot prealabil al Senatului, Augustus hotărăște exilarea lui Ovidiu la Tomis, pe țărmul îndepărtat al Pontului Euxin. Forma de exil la care a fost supus era relativ mai ușoară și nu cuprindea clauza aquae et ignis interdictio (în sensul de „proscris în afara legii”). Motivele exilului sunt până astăzi învăluite de mister, cu atât mai mult cu cât Ovidiu avea poruncă de a nu comenta decizia lui Augustus. Ovidiu însuși scria că motivul ar fi fost „carmen et error”, o poezie și o greșeală. 

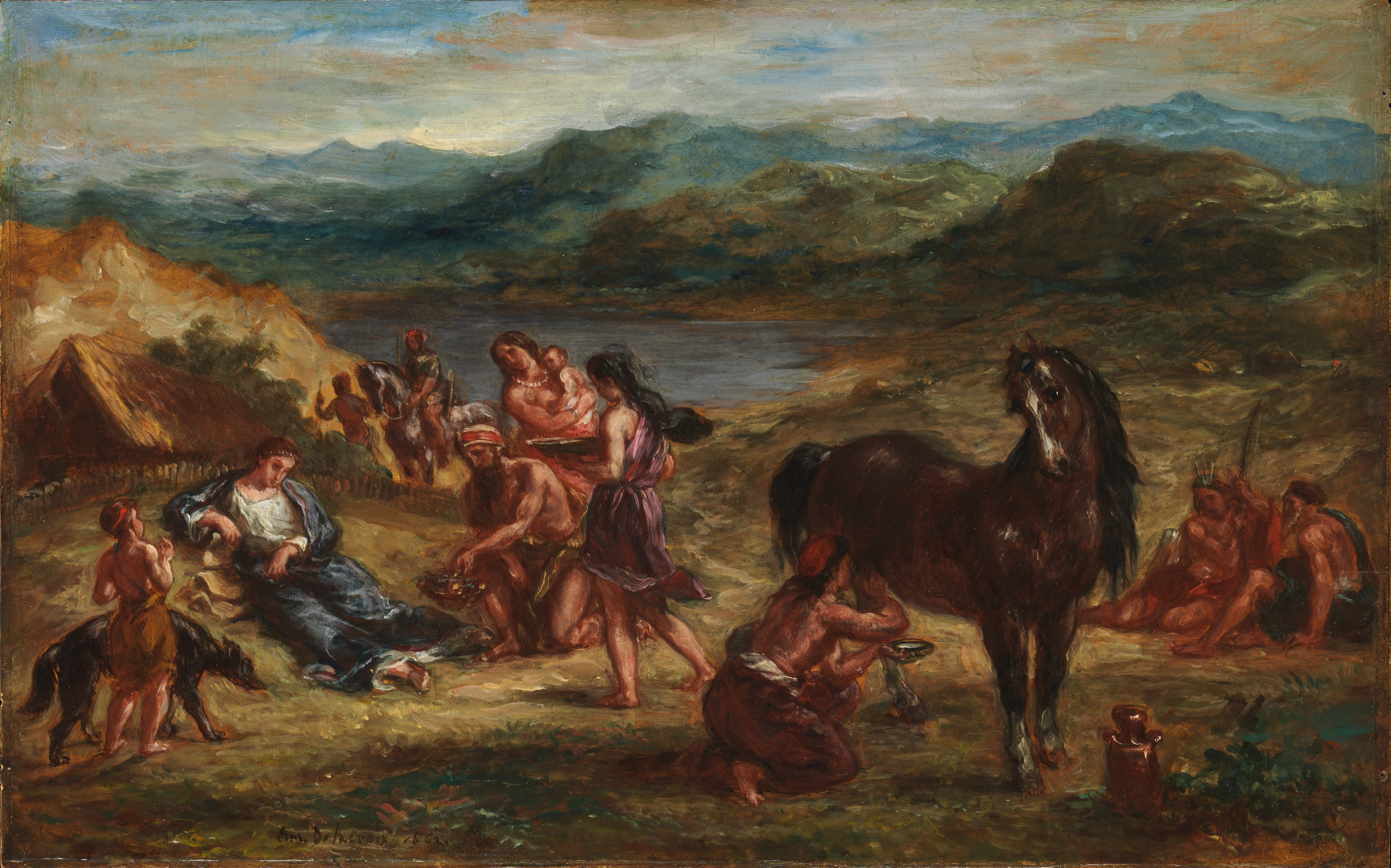
Ovidiu printre sciți, ulei pe hârtie de Eugène Delacroix (1862).

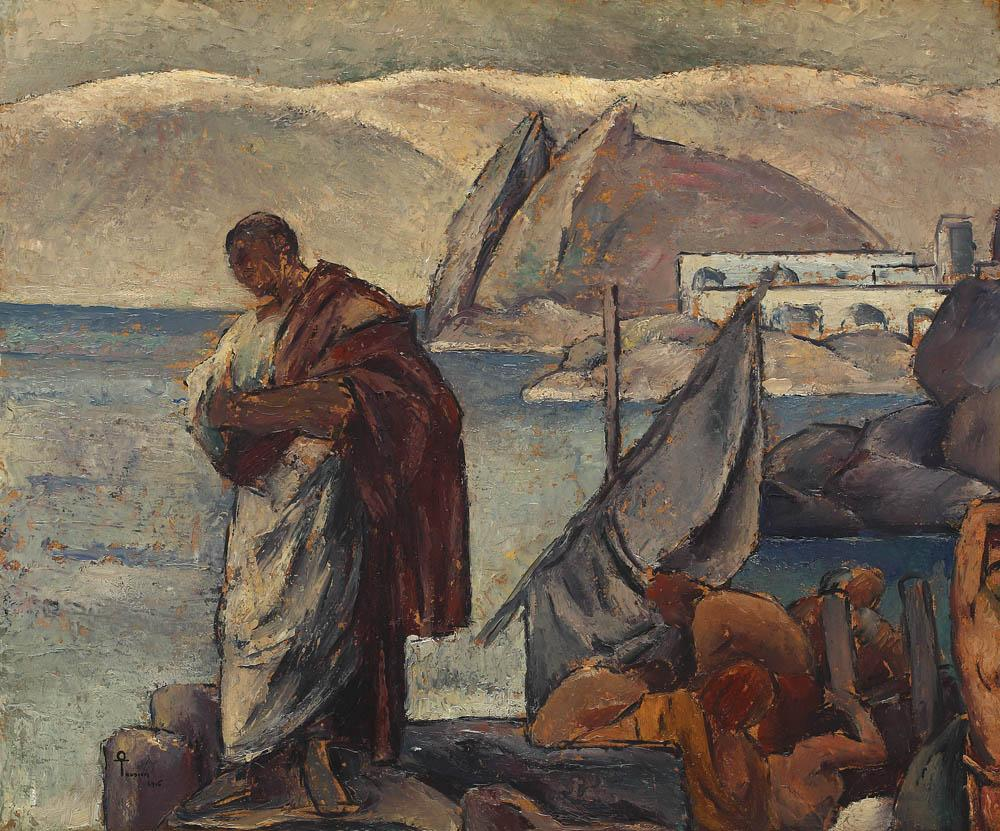
Ovidiu în exil, ulei pe carton de Ion Theodorescu-Sion (1915).

Poezia încriminată poate fi Ars amatoria, care ar fi venit în contradicție cu principiile morale stricte ale împăratului, dar această operă fusese publicată cu câțiva ani mai înainte, fără urmări neplăcute. În Tristia, Ovidiu se referă și la faptul că „ar fi văzut ceva ce n-ar fi fost permis să vadă”. S-a presupus că Ovidiu ar fi putut fi martorul aventurilor amoroase ale Juliei, nepoata lui Augustus, dar istoricilor li se pare mai verosimil ca poetul să se fi făcut vinovat de a își lăsa musafirii să tragă sorți în propria sa casă, încălcând astfel o prerogativă imperială și interzicerea promulgată de către împărat, de a practica „artele divinatorii” pentru particulari. În toate cazurile, Ovidiu nu a fost surghiunit, nici deportat, ceea ce i-ar fi luat atât cetățenia romană, cât și averea; a fost doar „îndepărtat” („relegatus”) printr-un simplu edit al lui Augustus, sosind la Tomis cu bunurile sale mobile, servitorii și sclavii, și păstrând dreptul de a scrie și de a comunica cu familia și prietenii rămași la Roma (drept mulțumită căruia o parte din opere au ajuns până la noi).
Scrierile poetului conțin informații atât despre motivele și condițiile exilului, cât și despre populația getică locală. Într-una dintre epistole, poetul descrie cimpoiul getic (tibia utricularis) ca fiind „o bășică din piele de oaie, fără păr, cu două flaute de lemn, din care acești barbari cântă zi și noapte, împiedicând un om bine crescut să doarmă la orele la care trebuie”; nefiind obișnuit cu astfel de instrumente, sunetul i se părea „oribil”.
Ovidiu a făcut numeroase încercări, prin scrisori trimise la Roma, să obțină grația lui Augustus. Toate au rămas fără succes: chiar după moartea lui Augustus, urmașul său Tiberius, nu a anulat edictul imperial și nu l-a rechemat la Roma.
Conform cronicei lui Heronim, Ovidiu ar fi murit în anul 17 d.Hr. la Tomis, unde a fost și înmormântat, dar această dată nu este sigură. Din poemul calendaristic Fasti, I, versurile 223-226, rezultă că în primăvara anului 18 d.Hr. poetul era încă în viață. Pentru piatra sa funerară, Ovidiu a compus - în parte patetic, în parte cu subînțeles ironic - următorul text, păstrat în forma unei scrisori trimise soției sale (Tristia, III, 73-76):
„Hic ego qui iaceo tenerorum lusor amorum
Ingenio perii, Naso poeta meo.
At tibi qui transis, ne sit grave quisquis amasti,
Dicere: Nasonis molliter ossa cubent.”
Literal: 
„Aici, eu [sufletul] care am lăudat drăgăstoasele iubiri jucăușe, pierit din [cauza] talentul[ui] poetului meu Naso, pe tine care treci, dac-ai iubit vreodată, [te rog] pune culcuș moale sub oasele lui Naso.”
În cunoscuta traducere liberă a lui Theodor Naum:
„Sub astă piatră zace Ovidiu, cântărețul
Iubirilor gingașe, răpus de-al său talent,
O, tu, ce treci pe-aice, dac-ai iubit vreodată,
Te roagă pentru dânsul: să-i fie somnul lin.”

## Opera

### Scrieri înainte de exil

#### Poeme de iubire
- Amores - „Iubiri” (23 î.Hr.-16 î.Hr.), în 3 cărți cuprinzând 49 elegii.
- Heroides sau Epistulae Heroidum - „Eroine” sau „Scrisori ale unor eroine” (10 î.Hr.), 18 scrisori fictive de dragoste ale unor personagii feminine mitice adresate bărbaților iubiți, de ex. Ariadna către Theseu, Didona către Enea, Medeea către Jason etc.
- Ars amandi - „Arta iubirii” (1 î.Hr.), poem erotico-didactic în 3 cărți (două adresate bărbaților și una adresată femeilor), cuprinzând „învățăminte” privind arta seducției și a dragostei.
- Remedia amoris - „Remediile iubirii”, replică ironică la Ars Amandi, în care se recomandă amanților nefericiți diverse mijloace pentru a scăpa de dragostea chinuitoare și de urmările ei.
- De medicamine faciei femineae - „Îngrijirea feței feminine”, cu diferite mijloace cosmetice.

În aceste prime opere, Ovidiu continuă tradiția poeziei elegiace romane de exaltare a sentimentului de dragoste, pregătită de Catullus și de neoterici în perioada republicană și dezvoltată de Sextus Propertius și Albius Tibullus în epoca lui Augustus. Sentimentul de dragoste este tratat în maniera elegiei erotice alexandrine. Poetul cântă iubirea efemeră, ușoară, după cum însuși se autodefinește tenerorum lusor amorum („cântărețul glumeț a dragostei ușoare”), dar și dragostea nefericită, înșelată sau neîmpărtășită, practicând o distanțare față de propriile sentimente.

#### Poeme mitologice
- Phaenomena - Poem descriind diverse apariții cerești (s-au păstrat doar câteva fragmente)
- Metamorfoze - „Metamorfozele”, 15 cărți în hexametri cuprinzând 250 legende (un om sau o zeitate se transformă într-un animal, într-o plantă sau o constelație, în urma unor întâmplări deosebite), desfășurate cronologic, de la formarea universului până la apoteoza lui Cezar, divinizat ca o constelație.
- Fastele - „Sărbătorile” - calendar versificat al sărbătorilor romane, operă întreruptă prin exilul poetului (cuprinde doar lunile Ianuarie până la Iunie).

Tragedia Medeea, de mare renume în antichitate, s-a pierdut aproape în întregime.

### Lirica din exil
- Tristia - „Tristele”, în 5 cărți
- Epsitulae ex Ponto sau Pontica - „Scrisori de la Pontus Euxinus (Marea Neagră)” sau „Ponticele”, în patru cărți.

Ambele opere sunt culegeri de elegii personale sub forma unor scrisori trimise din Tomis și adresate lui Augustus, soției sau prietenilor cu rugămintea de a fi iertat și de a i se permite revenirea la Roma. Ovidiu prezintă situația nefericită a propriei persoane, exprimarea directă a sentimentelor de durere și de tristețe provocate de dorul de Roma, de casă, de familie și de prieteni.

## Ovidiu în limba română
- Scrisori din exil, trad. Theodor Naum, București, 1957
- Arta iubirii, trad. Maria Valeria Petrescu, București, 1977
- Metamorfoze, trad. David Popescu, București, ed. Științifică, 1959